# Jan Van Biesen
Jan Van Biesen (Melsbroek, 13 april 1967) is een Belgische radiopresentator en dj. Van 2007 tot 2022 was Jan Van Biesen het nethoofd van de openbare radiozender Studio Brussel. Sinds juli 2022 is hij aanbodverantwoordelijke van De Tijdloze, een van de  digitale zenders van VRT.
Bij Studio Brussel was hij een pionier van het danceprogramma Switch en samensteller van de gelijknamige cd-reeks.
Hij was in 1997 laureaat als Beste Party DJ op Humo's Pop Poll, in het enige jaar dat die categorie in de lijst werd opgenomen. In 1998 en 1999 draaide hij op de Lokerse Feesten. In 1999 en 2000 stond hij met een dj-set in de Marquee op de affiche van Rock Werchter. Hij speelde niet minder dan zeven jaar op Pukkelpop, in 1998 en jaar na jaar van 2001 tot en met 2006. Ook Feest in het Park, I Love Techno, Schoolrock en Leffingeleuren programmeerden de dj reeds.